# Барийский эмират

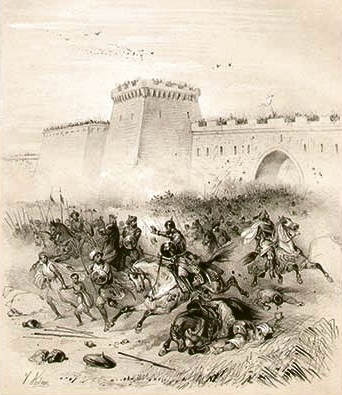
Взятие Бари франко-ломбардскими войсками в 871 году

Барийский эмират (араб. إمارة باري‎) — мусульманское государство в Южной Италии с центром в Бари, существовавшее с 847 по 871 год. Наряду с Таранто, просуществовало дольше других мусульманских государств в континентальной Южной Италии, хотя тридцать лет его существования не сравнимы со ста десятью годами существования Сицилийского эмирата.

## Возникновение
В IX веке Южная Италия принадлежала Византийской империи. Бари впервые подвергся нападениям арабских войск в 840 или 841 году, и на короткое время был занят этими войсками. По свидетельству более позднего персидского историка аль-Балазури, город был завоёван в 847 году Халфуном, бывшим вассалом эмиров североафриканской (тунисской) династии Аглабидов. Возможно, Халфун был берберского происхождения, и, возможно, происходил из частично завоёванной к тому времени арабами Сицилии. Халфун стал первым эмиром Бари. Факт завоевания рассматривался современниками как незначительный, так как Халфун завоевал Бари самостоятельно, без помощи какого-либо крупного мусульманского правителя. Однако преемник Халфуна, Муфаррак ибн Саллам, послал письмо в Багдад халифу Аббасидов, а также правителю провинции халифата Египет с просьбой о признании его вали, правителем территориального подразделения халифата. Признание было даровано, но уже после его смерти. Муфаррак расширил территорию эмирата и укрепил позиции ислама в нём.
Третьим и последним эмиром Бари был Савдан, пришедший к власти около 857 года после убийства Муфаррака. Он вторгся на территорию христианского княжества Беневенто, заставив князя Адельхиза платить дань. В 860 году он получил назначение из Багдада, запрошенное его предшественником. Еврейская «Хроника Ахимааца» утверждает, что Савдан был разумным правителем, и, в частности, был в хороших отношениях с еврейским учёным Абу Аароном. Христианские хроники, однако, описывают Савдана как крайне злого и невозможного человека. Рейды на христианские земли не прекращались во времена Савдана, чем, вероятно, и объясняется такая характеристика. Есть свидетельства того, что Бари в период эмирата был высокоразвитым городом. В нём были сооружены мечеть, дворцы и общественные мастерские. Процветали торговля рабами, вином и керамикой.

## Падение
Барийский эмират существовал достаточно долго, чтобы вступить в отношения со своими христианскими соседями. Так, послы были отправлены в Салерно. Один из политических противников императора Людовика II укрывался в Бари. В 859 году войско эмирата совершило набег на Капую. На обратном пути граф Сполето Ламберт II собрал армию и попытался отрезать Савдана от Бари. После жестокой битвы эмиру удалось войти в город. В 865 году Людовик, вероятно, под влиянием католической церкви, недовольной существованием мусульманского государства в центре Европы, издал капитулярий, предписывающий армиям Северной Италии весной 866 года собраться в Лучере для атаки на Бари. Имел ли поход место, неизвестно, но летом того же года Людовик снова обратился к своим вассалам и получил поддержку князей для нападения на Бари.
Весной 867 года, наконец, Людовик II предпринял военные действия. Он осадил Матеру и Орию, а впоследствии сжёг первую. Вероятно, Матера оказала королю сопротивление, а Ория сдалась. Это существенно ухудшило связь между Бари и Таранто, другим мусульманским владением в южной Италии. Затем Людовик оставил гарнизон в Канозе на границе Беневенто и Бари, но в марте 868 года вернулся в Беневенто. Примерно в это время он вступил в переговоры с новым византийским императором Василием I и впоследствии обещал выдать за его сына свою дочь. В обмен он получил гарантии поддержки византийского флота при нападении на Бари.
Совместное нападение было запланировано на лето 869 года, и Людовик оставался в Беневенто по крайней мере до июня. Византийский флот из нескольких сотен кораблей под командованием Никетаса прибыл к побережью Италии, но Никетас потребовал, чтобы Людовик немедленно передал свою дочь византийцам. По не вполне ясной причине Людовик отказался это сделать, и нападение не состоялось. Наконец, в 870 году мусульманские армии Бари интенсифицировали набеги на христианских соседей, опустошив даже святилище Монте-Гаргано. Людовик II организовал ответный удар, пройдя Апулию и Калабрию, но намеренно не входя в Бари и Таранто. Несколько городов были завоёваны у мусульман, несколько встретившихся по пути мусульманских отрядов были разбиты. Затем при поддержке далматского флота франко-ломбардские войска Людовика атаковали Бари. В феврале 871 года крепость пала. Савдан попал в плен и в цепях был привезён в Беневенто. Барийский эмират прекратил своё существование.